# Aiwa

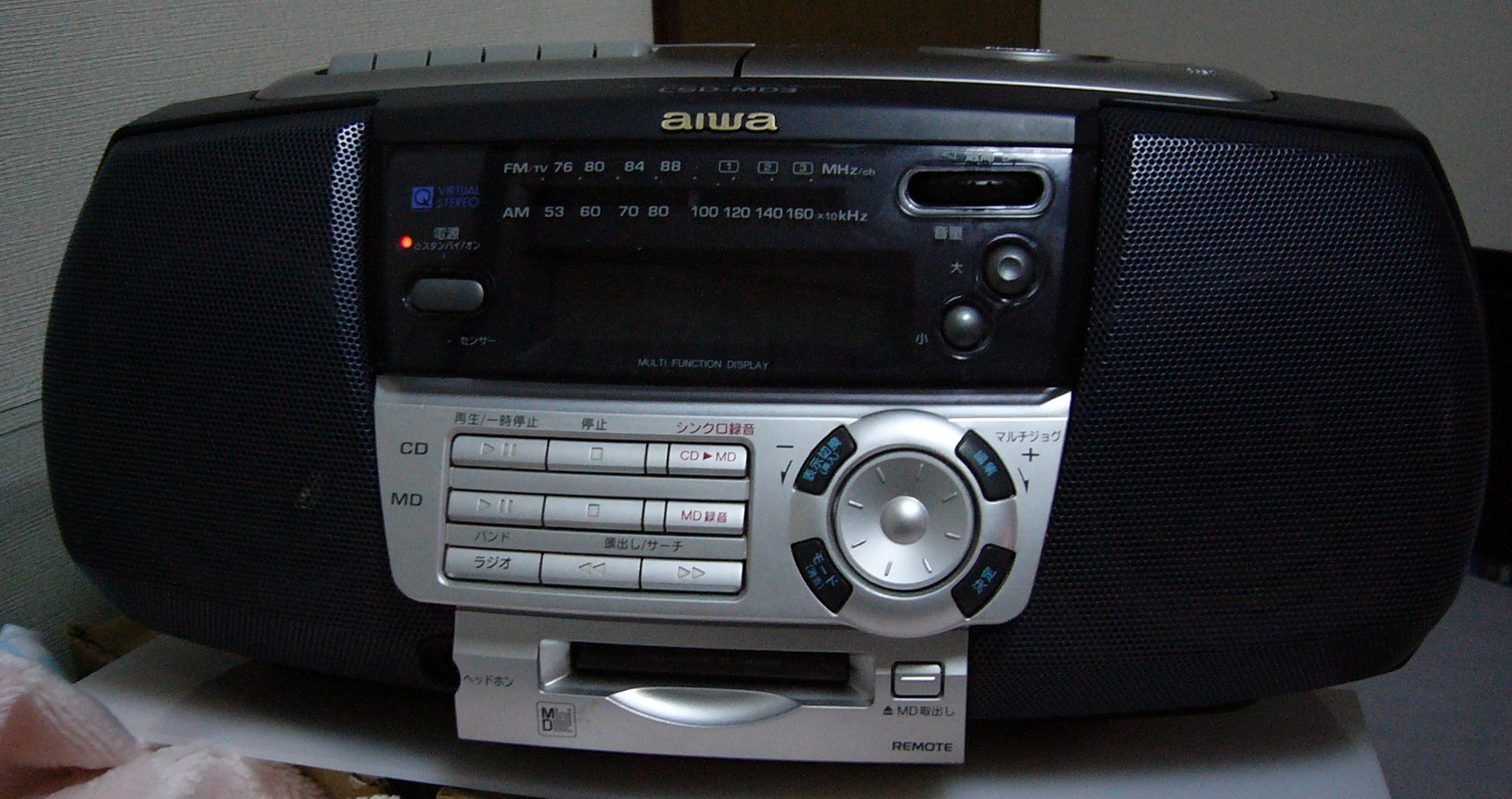
Een apparaat van Aiwa

Aiwa Corporation (Japans: アイワ株式会社, Aiwa kabushiki gaisha) is een Japanse consumentenelektronicafabrikant, opgericht in 1951. Het bedrijf behaalde grote successen in de jaren 70 en jaren 80 met het verkopen van audio- en video-elektronica over de hele wereld. Aiwa heeft ook een aantal primeurs gehad in de elektronicamarkt, te weten: de introductie van de allereerste cassetterecorder in Japan en het allereerste stereocassettedeck in Japan; het allereerste bedrijf dat producten voor digital audio tape produceerde; de primeur van de introductie van een stereomicrofoon-koptelefooncombinatie en Aiwa was ook jarenlang de marktleider in ministereosystemen.
Tijdens de jaren 90 kwam er echter heftige concurrentie aanzetten voor Aiwa's primaire productencategorie (stereo hifi-systemen en analoge radio's). Dit leidde uiteindelijk tot een zó groot aanbod van die producten, dat de prijs daalde en hierdoor werd Aiwa gedwongen om zich meer te richten op de prijs dan op innovatie, omdat dat te duur zou zijn in vergelijking met de lage prijs die er destijds voor die producten gevraagd werd. Deze strategie leidde echter tot een neergang voor Aiwa, omdat het bedrijf niet innovatief genoeg was om de digitale revolutie aan het einde van de jaren 90 te doorstaan.
Daardoor kreeg het bedrijf het steeds moeilijker en uiteindelijk werd het overgenomen door aartsrivaal Sony Corporation. Sinds 1 oktober 2002 is het bedrijf weer tot leven geroepen als een apart bedrijf, maar nog wel als een divisie die volledig in het bezit is van Sony.
Waarom Sony het noodlijdende en weinig innoverende Aiwa wilde overnemen, is altijd een geheim gebleven binnen Sony, alhoewel een van de drijfveren kan zijn geweest dat het elektronicaconcern al een grote aandeelhouder in Aiwa was en zijn investering niet wilde verliezen. In januari 2003 werd de merknaam Aiwa opnieuw gelanceerd door Sony, als een merk dat zich richt op jonge individuen, die veel omgaan met de computer. Ook kreeg Aiwa een nieuw logo en vertelde Sony op de persconferentie dat ze het merk wilden revitaliseren. De strategie die Sony voor ogen had, was om mee te gaan met de trend van computergekke jongeren en jonge volwassenen en dat ze met de Aiwa-producten de pc ook voor meer entertainmentdoeleinden konden gebruiken. Dit was tevens een markt waarin Sony zelf lichte moeilijkheden had, door het feit dat ze zware auteursrechtenbeschermingen op hun innovaties in die markt hadden geplaatst.
De nieuwe Aiwa-producten werden echter lauw ontvangen door de consumentenmarkt en critici vonden dat Sony de productenlijn te snel en onverzorgd op de markt had geplaatst. Verkopen gingen slecht en dit kwam mede door het feit dat de doelgroep waarop het nieuwe Aiwa zich richtte (13 tot 26 jaar) niet bekend was met Aiwa. Vooral de ouderen van tussen de 30 en 60 jaar oud kenden het merk nog uit de jaren zeventig en '80, maar deze nieuwe doelgroep kende alleen de slechte tijd van Aiwa uit de jaren 90. In 2004 werd er een nieuwe reeks producten gelanceerd, allemaal gebaseerd op het mp3-speler-idee. Ook introduceerde Aiwa de allerdunste en lichtste hardeschijfspeler, bedoeld om met de Apple iPod te concurreren. Ook deze producten sloegen niet aan op de manier waarop Sony wilde zien en sommige producten werden zelfs heftig bekritiseerd door productenvergelijkingen van gerenommeerde consumentenelektronicabladen. Als een resultaat hiervan kelderde Aiwa's globale omzet en werd Aiwa een vernederend project voor Sony.
Sinds eind 2004 haalt Sony het Aiwa-merk langzaam weg uit rampmarkten en -gebieden en in 2005 resulteerde dit in het feit dat Aiwa alleen nog aanwezig is in bepaalde, streng-geselecteerde gebieden over de hele wereld. Sony heeft officieel (nog) geen zicht gegeven op de toekomst van het merk, maar er wordt verwacht dat Sony eind 2005 of in 2006 het 55-jaar oude Aiwa-merk gaat laten vallen als onderdeel van de eigen herstructurering.
De merknaam Aiwa staat voor ja in het Arabisch.